# Tarquin et Lucrèce (Reverdy)
Pour les articles homonymes, voir Tarquin et Lucrèce.
Tarquin et Lucrèce est une gravure sur cuivre au burin réalisée par Georges Reverdy. Il existe des exemplaires à Dresde, Londres, New York et  Philadelphie. Elle mesure 175 × 235 mm.

## Description
En illustration du récit romain rapporté par Tite-Live pour l'année 509 av. J.-C., Lucrèce, épouse de Tarquin Collatin, est surprise allongé nue sur un lit, par Tarquin, qui s'apprête à la violer sous la menace d'un poignard. Reverdy utilise un commentaire rédigé en latin et pendu au-dessus de la tête de Lucrèce pour donner un sens plus fort à son dessin : 
« LVCRETIA FAEMINA NOBILIS.

COLLATINI VXOR COACTA

FVIT STVPRVM PATI A SEX

TARQVINIO OB QVA INIVRIA

POSTEA CVLTRO SE ITIREMIT »
« Lucrèce [était] une femme remarquable. Epouse de Collatin, [elle] avait été contrainte à subir l'opprobre de la part de Sextus Tarquin ; à cause de cette atteinte à son honneur, elle se tua ensuite avec un couteau. »
 Il lui permet par ailleurs de prendre position, en insistant sur les vertus de la femme, qui se sacrifie pour sa famille et est un modèle de chasteté.
L'œuvre est marquée par le nombre de taille, rendant l'œuvre assez sombre.